# 大博特瓦尔

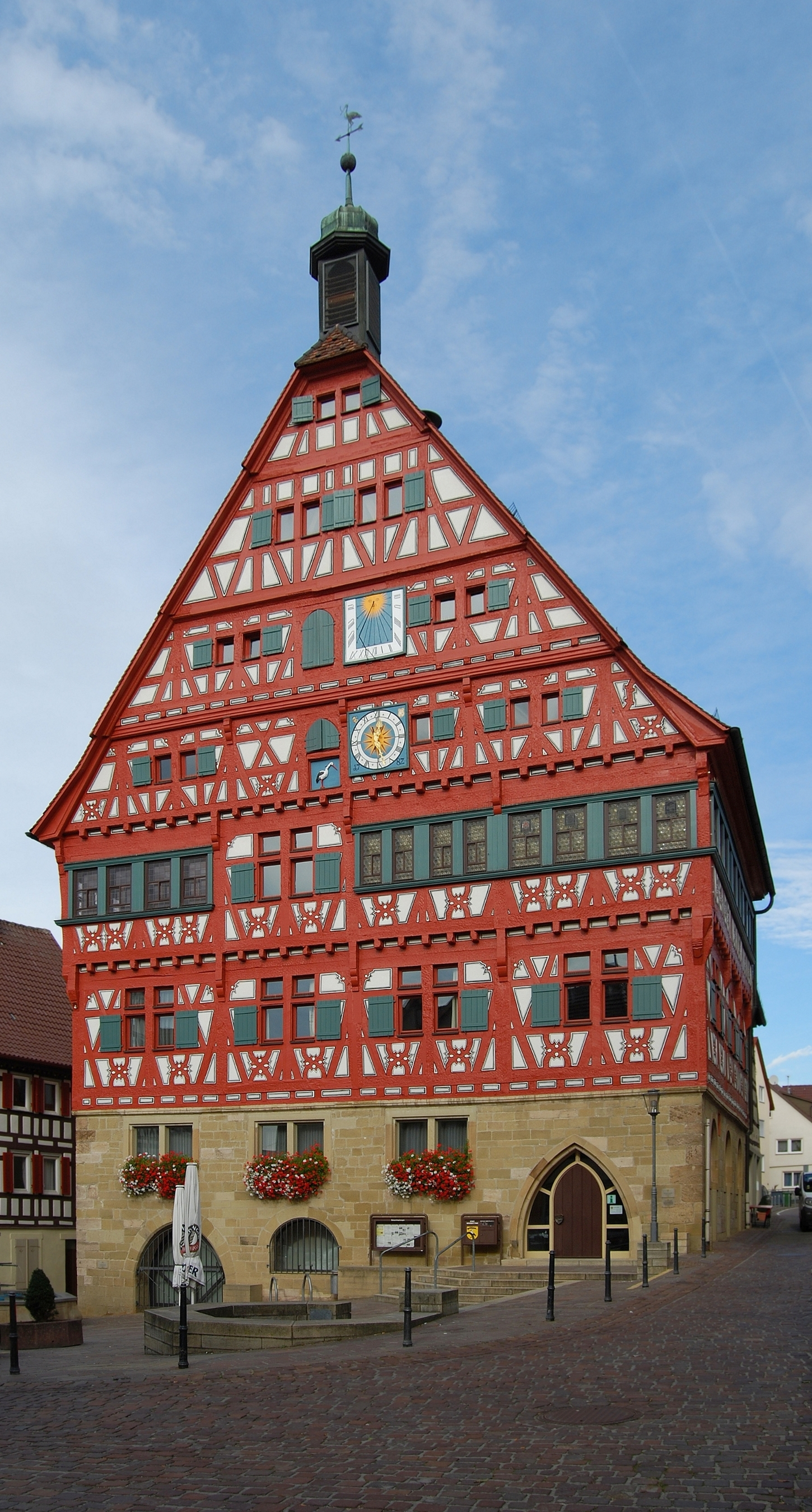
市政厅

大博特瓦尔（Großbottwar）是德国巴登-符腾堡州路德维希堡县的一个镇，2009年12月31日人口为8200人。它位于内卡河流域，位于符腾堡州葡萄酒产区旅游线路上。至少自石器时代以来大博特瓦尔就已有人居住，被罗马人占领。13世纪中叶的某个时间该镇成立。 
跟该地区大部分城镇不同，大博特瓦尔从来没有遭受战争或者大火的严重破坏。因此15世纪到17世纪的很多老建筑保存完好。市政厅建于1556/57年，因其半木材结构和外墙装饰性雕刻而著名。Stadtschänke大约建于1434年，是路德维希堡区最古老的半木材建筑。